# Garcia de Resende
Garcia de Resende (Évora, 1470 - Évora, 3 de Fevereiro de 1536) foi um poeta, cronista, músico, desenhista e arquiteto português.

## Biografia
Filho de Francisco de Resende, Fidalgo da Corte de D. Afonso V de Portugal, "criado" do Bispo de Évora D. Garcia de Meneses, a quem D. João II de Portugal doou, a 28 de Junho de 1484, uma Herdade no termo de Évora, e de sua mulher Beatriz Boto, que viveu em Évora.
Sabe-se que em 1490 era moço da câmara de D. João II (1481-1495) e, no ano seguinte, seu moço de escrevaninha ou secretário particular, cargo que exercia ainda em Alvor, onde o soberano veio a falecer. Coube-lhe ser designado secretário-tesoureiro da faustosa embaixada liderada por Tristão da Cunha, enviada por D. Manuel I (1495-1521) ao Papa Leão X. Os últimos anos de vida passou-os em Évora, onde era proprietário.
Como muitos homens do Renascimento, Garcia de Resende tinha muitas facetas: trovava, tangia, desenhava e julga-se que era entendido em arquitectura militar.
Alguns historiadores consideram-no o iniciador do ciclo dos Castros, pois as suas trovas referentes à morte de Inês de Castro são o mais antigo documento poético conhecido versando sobre o assunto. Escreveu a Miscelânea em redondilhas, curiosa anotação de personagens e de acontecimentos, nacionais e europeus. Nessa obra atribui em versos a Gil Vicente a inovação da comédia de costumes em Portugal, quando o teatro da época se limitava a ser um misto de teatro litúrgico e teatro pastoril, conforme afirma Clovis Monteiro que transcreveu o seguinte trecho da citada obra e no qual é também citado Juan del Encina:
"E vimos singularmente
Fazer representações
D'estilo mui eloquente,
De mui novas invenções,
E feitas por Gil Vicente,
Ele foi o que inventou
Isto cá, e o usou
Com mais graça e mais doutrina,
Posto que Joam del Enzina
O pastoril começou."
Mas o que tornou Resende conhecido foi o Cancioneiro Geral, publicado em 1516, que reuniu as composições poéticas produzidas nas cortes de D. Afonso V (1438-81), D. João II e D. Manuel I, tendo-lhe redigido um prólogo dedicado ao príncipe D. João e composto as quarenta e oito trovas com que encerra a obra.
Foi sepultado em campa armoriada com brasão e timbre dos de Resende, em Capela que instituiu em 1520 na cerca do Convento do Espinheiro, em Évora.
Em 1933 a Câmara Municipal de Lisboa homenageou o escritor dando o seu nome a uma rua na Calçada de Carriche.

## Obras
- Cancioneiro Geral (1516)
- Breve memorial sobre a confissão (1521)
- O sermão dos três reis magos (1536)
- Vida e Feitos del-rei D. João II (1545)
- Crónica de D. João II (1545)
- Miscelânea e variedade de histórias (1554)